# Cmentarz żydowski w Dzierżoniowie
Cmentarz żydowski w Dzierżoniowie – kirkut otwarty 16 maja 1825 r., znajduje się przy ul. Bielawskiej 18 w Dzierżoniowie, między ulicami Armii Krajowej i Szpitalną. Utworzony na planie trójkąta, zajmuje obszar do 0,4 ha. Zachowało się około 250 nagrobków. Najstarszy pochodzi z 1838.